# Spiraea japonica
Spiraea japonica là loài thực vật có hoa trong họ Hoa hồng. Loài này được (L.) Desv. miêu tả khoa học đầu tiên năm 1822.

## Hình ảnh

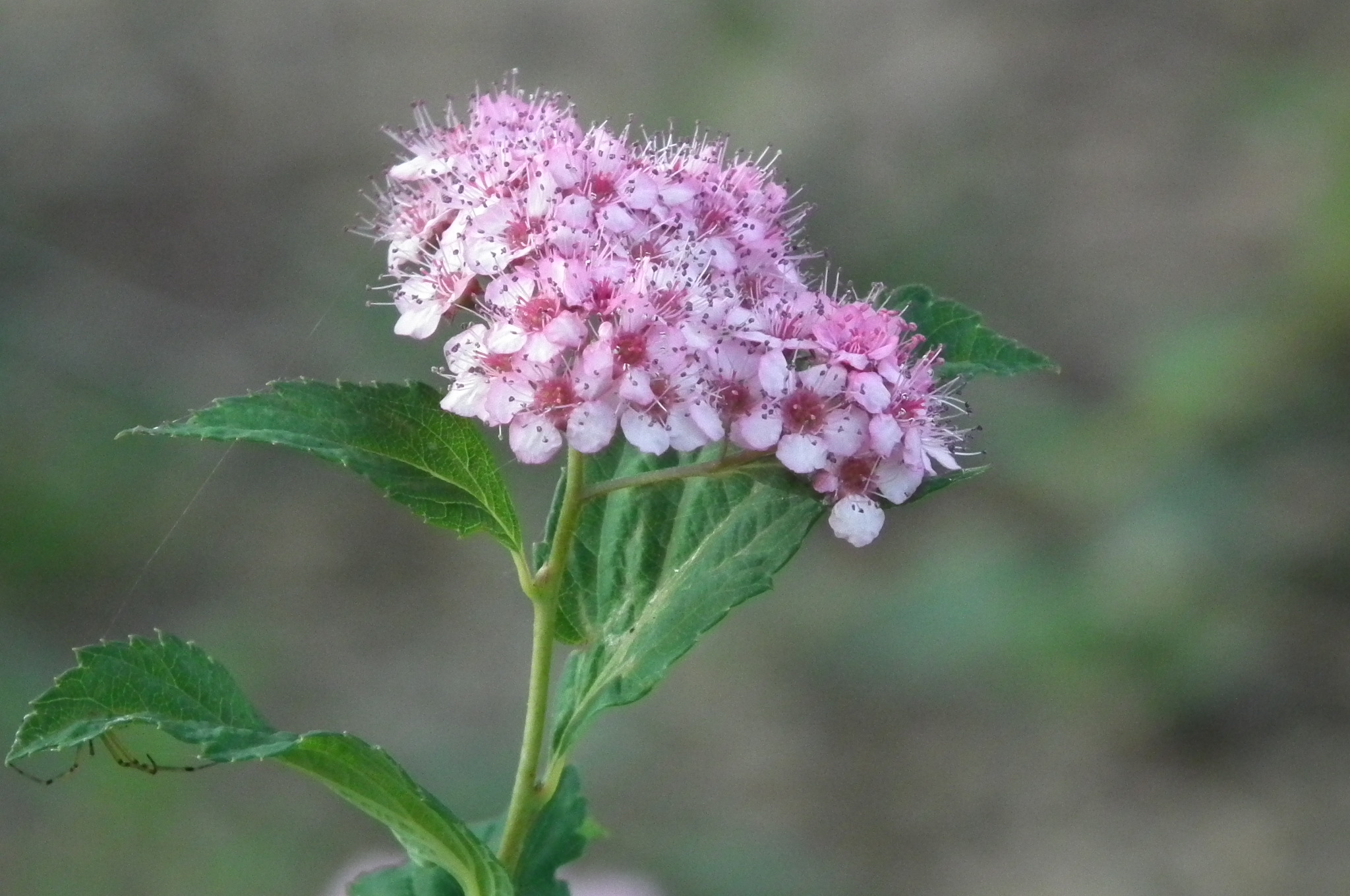
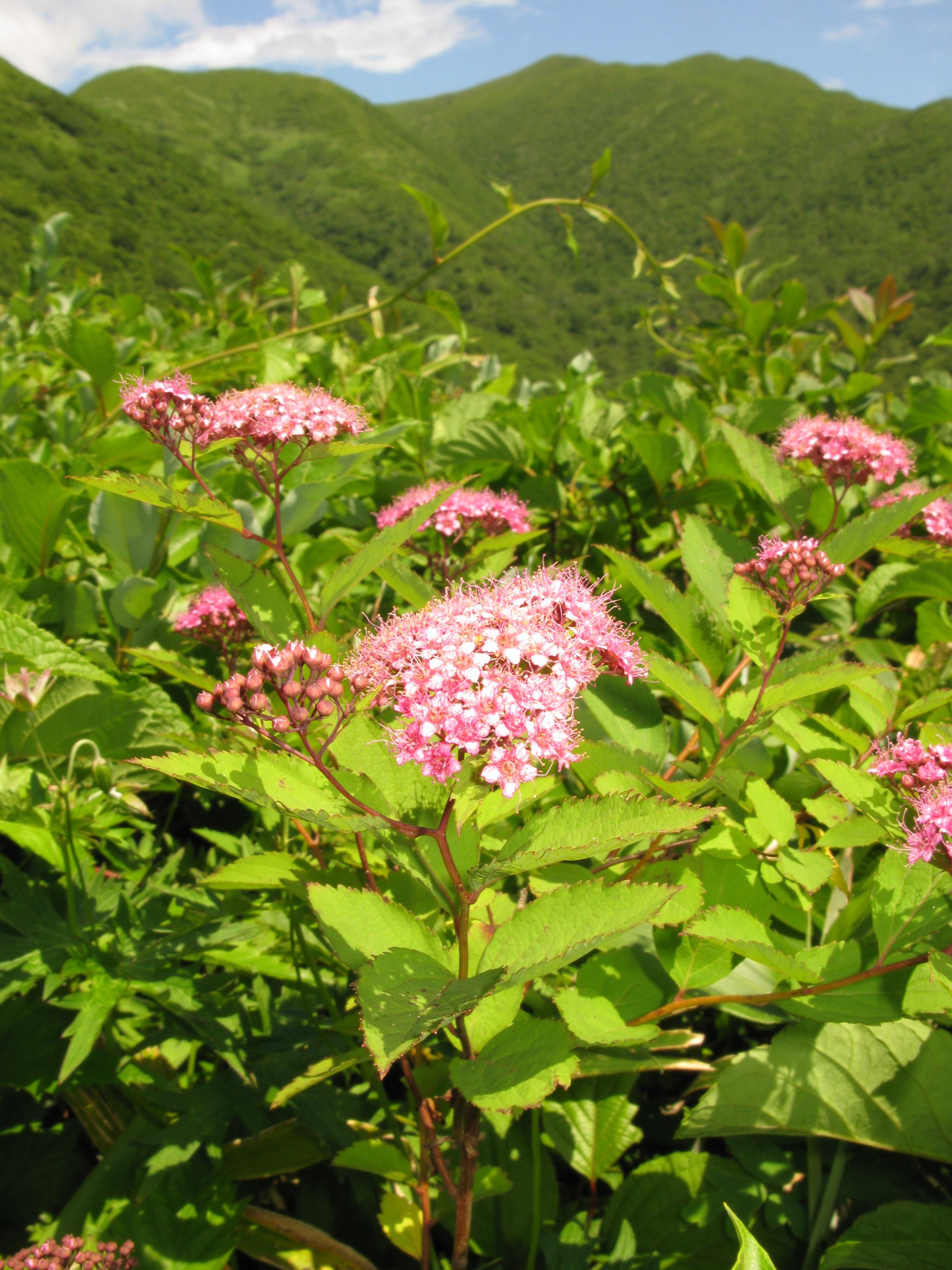
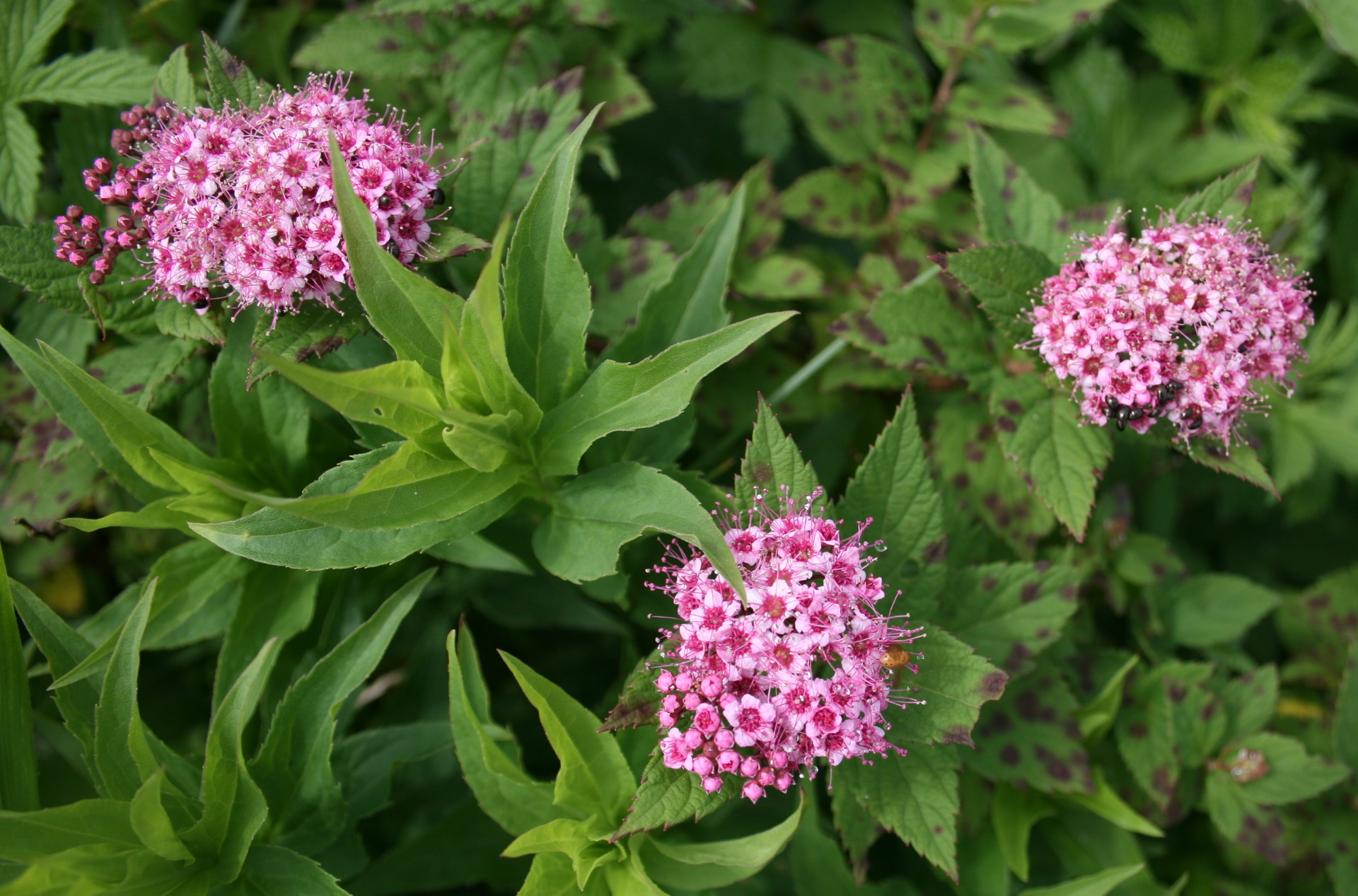
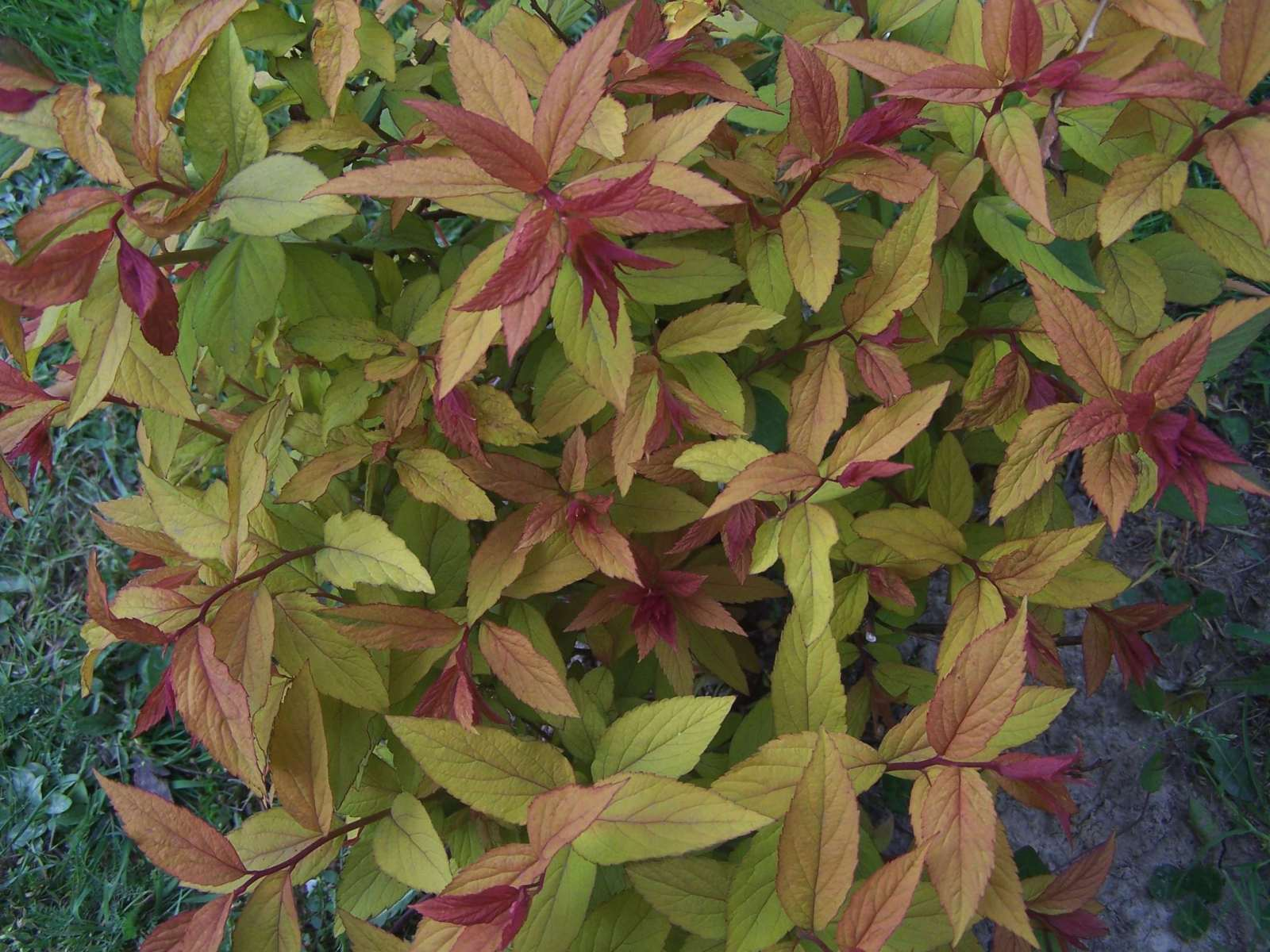